# Mokré Lazce
Mokré Lazce (in polacco Mokre Łażce, in tedesco Mokrolasetz) è un comune della Repubblica Ceca facente parte del distretto di Opava, nella regione della Moravia-Slesia.